# Vinicio Bernardini

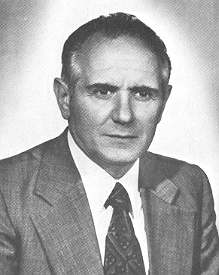
Bernardini

Vinicio Bernardini (16 de julho de 1926 - 23 de novembro de 2020) foi um político italiano.

## Biografia
Foi deputado de 1976 a 1983 e prefeito de Pisa por dois mandatos.